# Never Be the Same (cântec de Christopher Cross)
"Never Be the Same" este al treilea single al albumului Christopher Cross, câștigător al unui Premiu Grammy, compus și înregistrat de muzicianul american Christopher Cross. A fost al treilea single consecutiv care a intrat în Top 40 piese din clasamentul Billboard Hot 100, ajungând până pe poziția a cincisprezecea în 1980. A mai atins și prima poziție în clasamentul Adult Contemporary, rămănând acolo timp de două săptămâni.

## Legături externe
- Versurile complete ale acestei piese pe MetroLyrics